# 莱昂哈德·施托克
莱昂哈德·施托克（德語：Leonhard Stock，1958年3月14日—），奥地利男子高山滑雪运动员。他曾代表奥地利参加1980年、1984年、1988年和1992年冬季奥林匹克运动会高山滑雪比赛，获得一枚金牌。